# TACACS
TACACS (Terminal Access Controller Access-Control System, česky systém řízení přístupu k řadiči terminálového přístupu) je vzdálený autentizační protokol používaný ke komunikaci s autentizačním serverem. TACACS umožňuje vzdálenému přístupovému serveru komunikovat s autentizačním serverem, aby se rozhodlo, zda má uživatel přístup k síti.
TACACS umožňuje klientu přijmout uživatelské jméno a heslo a poslat požadavek na TACACS autentizační server, v případě Unixu zvaný TACACS démon nebo jen TACACSD. Tento server rozhodne, zda přijmout nebo zamítnout požadavek a pošle zpět odpověď. Takto je rozhodovací proces otevřený a algoritmy a informace k němu použité jsou zcela na tom, kdo provozuje TACACS démona.
Novější verze TACACS od roku 1990 byly nazývány XTACACS nebo extended (rozšířený) TACACS. Obě verze již byly většinou nahrazeny novějšími protokoly TACACS+, RADIUS nebo DIAMETER. TACACS+ je zcela nový protokol, který není zpětně kompatibilní s protokoly TACACS nebo XTACACS.
TACACS vyvinula firma Cisco systems, je definován v RFC 1492 a používá buď TCP nebo UDP) a standardně port 49.
Softwarová implementace:
- tac_plus
- DialWays 3.0

## Příbuzné RFC
- RFC 0927 – volby do telnetu pro uživatelskou identifikaci v protokolu TACACS